# UWA World Light Heavyweight Championship
L'UWA World Light Heavyweight Championship (Campeonato Mundial Semi Completo de UWA in lingua spagnola) è stato un titolo appartenuto della federazione messicana Universal Wrestling Association. 

Il campionato era riservato ai lottatori aventi un peso tra 92 e 97 kg anche se questa restrizione del peso non viene sempre applicata.

## Storia
Originariamente promosso dalla Universal Wrestling Association fino all'anno della sua chiusura (1995) fu disputato nel Circuito indipendente messicano fino al 2001 e dallo stesso anno e fino al suo ritiro dalla Asistencia Asesoría y Administración. 

Questo titolo l'IWC World Heavyweight Championship ed il Super X GPCW Monster Championship furono unificati il 16 settembre 2007 per dare vita all'AAA Mega Championship. L'ultimo vincitore di questo titolo e primo campione del nuovo fu El Mesias..

## Albo d'oro
Le righe verdi vuote indicano che non è nota la storia del titolo in quel periodo.
| Lottatore | Regni | Data              | Luogo                 | Note |
| --- | ----- | ----------------- | --------------------- | --- |
| Ray Mendoza | 1     | 25 novembre 1975  | Città del Messico     | Vinse il torneo inaugurale.                                                                                      |
| El Audaz | 1     | 11 marzo 1976     | Veracruz              | |
| Ray Mendoza | 2     | 22 agosto 1976    | Monterrey             | |
| El Solitario | 1     | 24 marzo 1977     | Ciudad Juárez         | |
| Ray Mendoza | 3     | 29 ottobre 1978   | Naucalpan             | |
| Gran Hamada | 1     | 4 novembre 1979   | Naucalpan             | |
| Perro Aguayo | 1     | 25 maggio 1980    | Naucalpan             | |
| Fishman | 1     | 12 dicembre 1980  | Naucalpan             | |
| Villano III | 1     | 1º marzo 1981     | Naucalpan             | |
| Fishman | 2     | 19 luglio 1981    | Naucalpan             | |
| Sangre Chicana | 1     | 12 novembre 1982  | Città del Messico     | |
| Fishman | 3     | 27 febbraio 1983  | Naucalpan             | |
| Sangre Chicana | 2     | 9 ottobre 1983    | Naucalpan             | |
| Vacante |       | Febbraio 1984     |                       | Reso vacante poiché Sangre Chicana era infortunato.                                                              |
| Fishman | 4     | 11 aprile 1984    | Naucalpan             | Sconfisse Villano III nella finale del torneo.                                                                   |
| Villano I | 1     | 10 luglio 1986    | Naucalpan             | |
| Zandokan | 1     | 17 gennaio 1987   | Naucalpan             | |
| Gran Hamada | 2     | 2 aprile 1990     | Città del Messico     | |
| El Signo | 1     | 7 febbraio 1991   | Città del Messico     | |
| Villano III | 2     | 16 maggio 1991    | Città del Messico     | |
| El Signo | 2     | 31 ottobre 1991   | Città del Messico     | |
| Villano V | 1     | 3 aprile 1992     | Nezahualcóyotl        | |
| El Texano | 1     | 1º novembre 1992  | Naucalpan             | |
| Silver King | 1     | 31 ottobre 1993   | Naucalpan             | |
| Villano V | 2     | 1º gennaio 1994   | Nezahualcóyotl        | |
| Vacante |       | 1995              |                       | Reso vacante e disattivato quando UWA chiuse.                                                                    |
| Il titolo venne utilizzato da piccole federazioni del circuito indipendente messicano                                             |       |                   |                       | |
| Adrian el Exotico | 1     | 17 settembre 1995 | Nezahualcóyotl        | |
| Principe Maya | 1     | 12 luglio 1996    |                       | |
| |       |                   |                       | |
| El Cobarde | 1     | 1999              |                       | |
| Heavy Metal | 1     | 16 aprile 2000    | Nuevo Laredo          | |
| Electroshock | 1     | 8 giugno 2001     | Phoenix, Arizona, USA | |
| El Zorro | 1     | 26 ottobre 2001   | Xalapa                | |
| Il titolo passa ad Asistencia Asesoría y Administración poiché El Zorro era un suo dipendente                                     |       |                   |                       | |
| |       |                   |                       | |
| Mr. Águila | 1     | 3 luglio 2003     | Toluca, Messico       | |
| El Zorro | 2     | 28 settembre 2003 | Guadalajara           | |
| Mr. Águila | 2     | 20 giugno 2004    | Naucalpan             | |
| El Zorro | 3     | 9 luglio 2004     | Tijuana               | |
| Charly Manson | 1     | 1º agosto 2004    | Guadalupe             | |
| El Zorro | 4     | 31 agosto 2005    | Monterrey             | |
| Hator | 1     | 1º gennaio 2006   | Monterrey             | |
| El Zorro | 5     | 22 agosto 2006    |                       | |
| Chessman | 1     | 18 agosto 2007    | Salamanca             | |
| El Mesias | 1     | 16 settembre 2007 | Guadalajara           | È di fatto l'ultimo vincitore e colui che unifica questo titolo ad altri due e determinando il ritiro di questo. |
| Disattivato |       | 16 settembre 2007 | Guadalajara           | |
| Unificato all'IWC World Heavyweight Championship ed al Super X GPCW Monster Championship per dare vita all'AAA Mega Championship. |       |                   |                       | |